# Les Épiphanies
Les Épiphanies (sous-titré Mystère profane) est une pièce de théâtre d'Henri Pichette créée par Gérard Philipe et Maria Casarès en 1947 au Théâtre des Noctambules, sur une musique de Maurice Roche et avec des décors de Roberto Matta. Le texte est publié l'année suivante chez K. Éditeur, sans lieu, sur une maquette de Pierre Faucheux, et chez Gallimard.

## Circonstances de la création
Gérard Philipe fait la connaissance d'« Harry » Pichette alors qu'il joue Caligula, en 1945. Le poète lui communique les douze premières pages des Épiphanies qu'il est en train d'écrire. Emballé, Philipe lui fait alors promettre de lui envoyer la suite du texte en Italie, où il tourne La Chartreuse de Parme. Le poète lui envoie donc le texte au fur et à mesure. À Rome, le comédien fait découvrir Les Épiphanies à sa partenaire Maria Casarès qui s'enthousiasme à son tour. Renée Faure, qui tourne avec eux, témoignera : « À cette époque, j'entrais au Français, j'ai essayé de les décider, Maria Casarès et [Gérard Philipe], à m'y rejoindre, mais tous deux s’apprêtaient alors à jouer Les Épiphanies, qu'ils venaient de découvrir, et cela seul les intéressait. »
Le texte aurait dû être créé au Théâtre Édouard-VII, mais le directeur, Pierre Béteille, interloqué par une des répétitions, avait fait marche arrière, prétextant des difficultés d’agenda pour la programmer. L’auteur (avec une lettre ouverte Lettre à un tenancier de théâtre publiée dans Combat, le 22 novembre 1947), Maria Casarès et Gérard Philipe font part de leur indignation dans la presse. Gérard Philipe loue à ses frais le tout petit Théâtre des Noctambules pour que les représentations puissent s’y tenir malgré tout. On souligne alors que « chaque soir, pendant tout le temps que dureront les représentations, [Gérard Philipe] perdra 25 000 [anciens] francs, que lui offre n’importe quel directeur de théâtre, pour venir jouer […] une pièce qui ne lui rapportera absolument rien. Rien qu’une satisfaction personnelle ».
Le succès critique est très important pour les comédiens (toutefois la critique reste dubitative sur le texte), mais les représentations doivent s’arrêter en raison d’engagements pris antérieurement par Gérard Philipe. Toutefois, trois représentations exceptionnelles se tiennent du 1er au 3 juillet 1948 au Théâtre des Ambassadeurs avec les créateurs.

## Description
Georges Vitaly témoigne : « Les Épiphanies appartiennent, plus que n'importe quelle œuvre similaire de la même époque, à ce théâtre de rupture que nous recherchions. Rupture, dans la forme, avec le dialogue normal, avec l’enchaînement normal des scènes, rupture aussi dans le contact avec le public, car on ne s'adresse plus à sa raison et à son sens critique, mais à sensibilité, à sa disponibilité émotionnelle, à son impressionnabilité. Rupture encore dans les décors, décors abstraits, synthétisant le climat de chaque acte. Rupture enfin dans la musique d'accompagnement ».

## Autres représentations
La pièce a été reprise les 1er, 2 et 3 juillet 1948 au Théâtre des Ambassadeurs, au profit de la Maison de la Pensée française.
Henri Pichette a fait une lecture de son texte en 1979 au Théâtre du Lucernaire.
La pièce a été reprise en 2016 au Théâtre Jean-Vilar de Suresnes.

## Édition moderne
- Les Épiphanies. Mystère profane, NRF, collection Poésie/Gallimard no 46, 14 janvier 1998.

## Discographie
Un extrait enregistré par Maria Casarès et Gérard Philipe est inclus dans le disque Hommage à Gérard Philipe (33t Véga, 1960). Ce microsillon a été numérisé par la Bibliothèque nationale de France.